# Carpomys phaeurus
Carpomys phaeurus är en däggdjursart som beskrevs av Thomas 1895. Carpomys phaeurus ingår i släktet Carpomys och familjen råttdjur. IUCN kategoriserar arten globalt som livskraftig. Inga underarter finns listade.
Denna gnagare förekommer i norra delen av ön Luzon i Filippinerna. Den vistas där i regioner som ligger 1600 till 2500 meter över havet. Habitatet utgörs av fuktiga skogar. Arten klättrar troligen främst i växtligheten.
Arten blir 16,6 till 17,5 cm lång (huvud och bål), har en 15,6 till 16,1 cm lång svans och väger cirka 123 g. Bakfötterna är upp till 3,2 cm långa och öronen är cirka 1,9 cm stora. Den mjuka och tjocka pälsen på ovansidan har en mörkbrun färg och det förekommer en tydlig gräns mot den vitaktiga undersidan. Mönster i ansiktet som utgörs av svartaktiga ringar kring ögonen liknar en ansiktsmask. Bakfötternas ovansida kännetecknas av en silverbrun strimma på toppens centrum. Carpomys phaeurus har glest fördelade hår på öronen. Hårtäcket på svansen är tätare jämförd med Carpomys melanurus och färgen är ljusare i mörkbrun istället för svartaktig. Honornas fyra spenar ligger vid ljumsken. En struktur som honorna använder för att urinera är långsträckt och påminner om penisförhuden.
Enligt enstaka iakttagelser ligger boet mellan trädens rötter. Uppskattningsvis äter Carpomys phaeurus frön.